# Protorohippus
Protorohippus es un género extinto de équido primitivo, usualmente sinonimizado con Orohippus y Eohippus, que vivió durante el Eoceno en América del Norte.